# Paraceratherium
Paraceratherium (numit și Indricotherium sau Baluchitherium) este cunoscut drept unul din cele mai mari mamifere terestre care a trăit vreodată. Dimensiunile sale erau cu adevărat colosale. Atingând peste 4,8 metri înălțime, 7,4 metri lungime și o greutate care depășea 17 tone, uriașul mamifer domina câmpiile Asiei acum circa 34-23 milioane de ani. Denumirea sa vine din limba rusă, de la termenul „indrik”, cel care desemna un animal mitologic uriaș cu trup de taur, cap de cal și un uriaș corn de rinocer.